# Galt Rockets
Galt Rockets byl kanadský juniorský klub ledního hokeje, který sídlil v Galtu v provincii Ontario. V letech 1947–1949 působil v juniorské soutěži Ontario Hockey Association (později Ontario Hockey League). Založen byl v roce 1947 po přejmenování týmu Galt Red Wings na Rockets. Zanikl v roce 1949 po přetvoření frančízy v nový tým Galt Black Hawks. Své domácí zápasy odehrával v hale Galt Arena Gardens s kapacitou 1 100 diváků.
Nejznámější hráči, kteří prošli týmem, byli např.: Bronco Horvath, Harry Pidhirny, Don Simmons nebo Bill Wylie.

## Přehled ligové účasti
Zdroj: 
- 1947–1949: Ontario Hockey Association